# Blanca Fernández Quintana
Blanca Inés Fernández Quintana (Bimenes, 1994) es una escritora española especializada en lengua asturiana. Por sus obras, ha sido reconocida con el Premio Enriqueta González Rubín y el Premio Xosefa Canellada de literatura infantil y juvenil, entre otros. Además, en 2021 fue considerada la escritora más joven de las letras asturianas.

## Trayectoria
Se graduó en Estudios Clásicos y Románicos, con lengua asturiana, en la Universidad de Oviedo.  Se convirtió en profesora de asturiano en el IES Concejo de Tineo.
Ha publicado varios libros en lengua asturiana, L’home les caparines que es una novela de realismo mágico, Trovadoresca, dirigida al público juvenil que aborda la fantasía urbana e incluye varios personajes LGTB, y No que cinca los seres de lleenda, que incorpora personajes de la mitología asturiana al relato. En 2022 publicó El cartafueyu d’Alquimia una novela para adolescentes sobre la relación de dos hermanos que no llegaron a conocer a su madre.
Ha colaborado con la revista de literatura en asturiano Formientu, con relatos como "Cuando conocí a papá", "Un varón perfecho" o "El final de un sueño". También es aficionada al cosplay y participa iniciativas como Play Presta, un canal de Facebook asturiano de contenido variado y dirigido a la juventud, sobre manera a la mocedá. 

## Reconocimientos
Fue mención especial en el V concurso literario Atrévete convocado por la Unión General de Trabajadores (UGT). En 2012, ganó el V Concurso literario de relatos curtos de la Fundación Cultural Asturias, con su obra escrita en asturiano L'home les caparines. Ese mismo año, fue reconocida con el tercer premio en el XIV Concurso Fernando Belmonte y en 2018 obtuvo el segundo puesto en ese mismo certamen por su obra Eutopos.
En 2021, ganó el premio Radagast de Literatura Fantástica, Ciencia Ficción y Terror por su novela Trovadoresca, convirtiéndose así en la escritora más joven de las letras asturianas. Ese mismo año, consiguió el primer premio Enriqueta González Rubín por la obra No que cinca los seres de lleenda. En 2022, fue la ganadora del XV premio Xosefa Canellada de literatura infantil y juvenil, promovido por la Consejería de Cultura, Política Lingüística y Turismo del Principado de Asturias, por su obra El cartafueyu d’Alquimia. El jurado de este certamen destacó el retrato realizado de los personajes así como la evolución de estos en la obra.